# Den røde tråd (sang)
 For alternative betydninger, se Den røde tråd. (Se også artikler, som begynder med Den røde tråd)
"Den røde tråd" er en sang af den danske pop/rockgruppe Shu-bi-dua. Den blev udgivet som B-side på nummeret "Danmark" i 1978 på Polydor, og senere på albummet 78'eren. Sangen handler om en drengs barndom.
"Den røde tråd" er blandt gruppens mest populære sange, og den er blevet kåret som den bedste af bandets numre.
I 2020 blev sangen sunget lørdag d. 25. april i programmet Morgensang på DR 1 med Phillip Faber i forbindelse med Corona-nedlukningen af Danmark.

## Baggrund
Melodien til "Den røde tråd" blev skrevet af Michael Hardinger, og de andre medlemmer Michael Bundesen og Jens Tage Nielsen besøgte ham i hans hus i Vangede, hvor de sammen skrev teksten på omkring 10-15 minutter, og de sang det ind lige bagefter til en demo.
Sangen blev oprindeligt skrevet uden koret i intro og outtro, men gruppen mente, at den manglede noget, og de fik derfor dette nogle dage senere.
Teksten "når livets skjorte blir for kort", der er en eufemisme om døden, er blevet udbredt i det danske sprog som følge af sangens popularitet. Den er dannet af en sætning om, at "livet er som en barneskjorte: kort og beskidt".

## Spor
1. "Danmark" – 3:15
2. "Den røde tråd" – 3:25

## Medvirkende
- Michael Bundesen – vokal
- Michael Hardinger – guitar, baggrundsvokal
- Claus Asmussen – guitar, baggrundsvokal
- Kim Daugaard – elbas, baggrundsvokal
- Jens Tage Nielsen – keyboard, baggrundsvokal
- Bosse Hall Christensen – trommer, baggrundsvokal

## Modtagelse
"Den røde tråd" er blevet kåret som gruppens største hit. Ved udgivelsen af Shu-bi-dua 200 i 2003, som indeholdt 200 af gruppens sange, blev der oprettet en hjemmeside til CD-boksen, hvor man kunne stemme om den bedste Shu-bi-dua-sang nogensinde. CMC Entertainment, der stod for salget af boksen, afslørede at "Den røde tråd" havde vundet denne afstemning.
Nummeret blev optaget i Højskolesangbogens 17. udgave i 1989 sammen med to andre af gruppens sange; "Danmark" og "Vuggevisen". Den var dog ikke med i i 18. udgave af Højskolesangbogen fra 2006, hvor kun "Danmark" var at finde. Sangen fik dog navn efter den første linje i teksten, således at den hed "Hvem mon man er før man blir til".
Flere af gruppens egne medlemmer har kaldt sangen for den ultimative "Shu-bi-dua-sang".
I Bosse Hall Christensen selvbiografi Gokkelajser fra 2014 fremhævede Christensen "Den røde tråd", som et af de to numre, som skilte sig ud på pladen (sammen med "Danmark"), som han ellers mente var det svageste Shu-bi-dua album, som han var med til at skabe.

## Andre udgaver
I 1988 optrådte gruppen live i Super Chancen på DR. Her havde gruppen omskrevet den talte outtro til "Og hvad mon der sker, med den røde bold, den som Suzanne pænt har holdt'? Den skal på Nationalmuseet og Shu-bi-dua følger med." 
Da Shu-bi-dua var gæster i Jarl Friis-Mikkelsens talkshow Talkshowet, der blev sendt på DR1, i 1993 havde gruppen skrevet en ny tekst til sangen, som omhandlede Friis-mikkelsen. Det var en tradition i programmet at værten gav gæsterne gaver og vice versa. Gruppen gav Friis-Mikkelsen en tom CD-æske og teksten til sangen, som de sammen spillede live i studiet. Optagelsen blev brændt på en CD, som værten modtog. Denne udgave blev udgivet på gruppens opsamlingsalbum Shu-bi-læum, som udkom i 1998 i anledning af gruppens 25-års jubilæum, og den var inkluderet på Shu-bi-dua 14, da den blev genudgivet som en del af boksen Shu-bi-dua 10-18 i 2010.